# Tunel Učka
Tunel Učka je cestovni tunel u Republici Hrvatskoj koji prolazi kroz planinu Učku na autocesti A8. Bio je najduži cestovni tunel Hrvatske do izgradnje tunela Mala Kapela i Sveti Rok.

## Specifikacije tunela
Tunel je dugačak 5062, a širok 9,10 metara. Promet se odvija u oba smjera uz ograničenje brzine od 80 km/h, a pretjecanje je zabranjeno.
Tunel ima 83 nadzorne kamere, 538 požarnih detektora, 39 vatrogasnih hidranata i 38 SOS stanica. U tunelu se nalazi i pet ugibališta te tri okretišta. Dana 17. prosinca 2020. započelo se s probijanjem 5,63 km duge druge cijevi tunela.
18. rujna 2023. i nakon gotovo 1000 dana radova probijena je druga tunelska cijev povezujući Kvarner i Istarski poluotok jedinstvenom četverotračnom autocestom. Druga (paralelna) cijev tunela omogućuje cestovno povezivanje Istarskog ipsilona i završetak mreže autocesta u Republici Hrvatskoj, spajajući se na obilaznicu Rijeke (A7) i omogućujući nesmetano putovanje između Istre i Zagreba/Dalmacije. Nova tunelska cijev puštena je u promet 13. rujna 2024. i opremljena je najnovijom i najsuvremenijom cestovnom opremom, kao i evakuacijskim tunelom koji povezuje obje tunelske cijevi.

## Cestovna veza
Kroz tunel Učku prvi su automobili prošli 27. rujna 1981. godine. Dana 13. prosinca 2007. kroz tunel je prošlo 40-milijunto vozilo.
Kako je tunel ujedno i naplatna postaja Istarskog ipsilona, za prolaz se naplaćuje cestarina. Danas prolaz u jednom smjeru stoji 4,5 € bez obzira na činjenicu da je tunel financiran obveznicama građana Istarske županije i Primorsko-goranske županije za njegovu izgradnju što izaziva brojne prosvjede vozača.

## Željeznički tunel
Dugo vremena je planiran željeznički tunel, koji bi povezivao istarske pruge s ostatkom Hrvatske. Unatoč političkoj odluci gradnje i početka probijanja, radovi su zamrznuti na neodređeno vrijeme.

## Vanjske poveznice
- Bina Istra
- Članak u Glasu Istre, željezničko povezivanje
- Poslovni Dnevnik, željezničko povezivanje  Arhivirana inačica izvorne stranice od 27. lipnja 2008. (Wayback Machine)
- Kvarner istre - plan, željezničko povezivanje  Arhivirana inačica izvorne stranice od 6. listopada 2008. (Wayback Machine)
- Pazin portal - plan, željezničko povezivanje